# ブランの航海
『ブランの航海』または『フェヴァルの息子ブランの航海』（古アイルランド語: Immram Brain [maic Febail], 英訳題名：The Voyage of Bran [son of Febail]）は8世紀に成立した中世アイルランドの説話。
不思議な島々への旅行ではなく、海神マナナン・マクリルが君臨する異界への探訪であるため、正しくは「航海譚」ではなく「冒険譚」に分類される説話だとされており、『ブランの冒険』という題名も、中世の説話目録に認められる。

## 原典
成立年代は、7世紀後期あるいは8世紀初期とされており、逸失した8世紀の古写本《ドルム・シュネフタの冊子》に所収されていたことがわかっている。
通称の『ブランの航海』という題名から、説話の分類は「航海譚（イムラヴァ）」であることが想起される。しかし、これは純正の航海譚（）ではないとされており、「冒険譚」（echtra；複数形：エフトリ echtrai）の分類が正しいとされる。よって、正しくあるべき題名は『ブランの冒険』であり、実際に11世紀の写本に、この作品を実際に『フェヴァルの息子ブランの冒険 Echtra Bran maic Febail』と呼んでいる目録（リスト）が存在する。
この説話はアイルランド神話の〈異界への探訪〉の素材をもとにしている可能性があり、その源流は汎ケルト的な神話にあるとも考えられる。これに反して、こうしたアイルランドの冒険譚（エフトリ）は、キリスト教化後の時代になってから書かれた創作物にすぎないとする学派もいる。

## あらすじ
構成としては、『ブランの航海』は、散文と詩による混成文学である。あらすじは、次の通り：
フェヴァル王の息子ブラン（古アイルランド語: Bran mac Febail;  アイルランド語: Bran mac Feabhail）は、ケルトの異界に旅立つことになる。ある日、城の付近を散策していると妙（）なる音楽が聞こえてきて、眠りにおちてしまう。目覚めると、「白い花をほころばせし銀の枝」が置かれていた。
王宮にもどると、臣下のなかに不思議な衣装を身にまとった女性がまぎれこんでおり、その枝をつけたリンゴ樹（果樹）が生えるエヴァン／エヴナの国のことを歌いだす。そこは「苦悩なく、悲哀なく、死もなかりしは病いなく、衰弱すらもなかりし」（¶10）ところで、「豊潤の国（アルクセフ）」とも呼ばれて「竜石と水晶が降りしき」る（¶12）、「恒常なる天候の」（¶22）、常春の国である。そこはまた「女の国」（女人の国、古アイルランド語: tír na m-ban）であることがほのめかされる（¶30）。
そして彼女はブランにエヴナへ旅するように命じ（¶30）、枝を持ち去ってしまう。ブランは九人編成の隊を3隊で出立する。ブランの乳兄弟たちも各隊長として追随した（¶31–32）。
二日二晩も航海すると、海神マナナーン・マクリルが戦車（）／二頭立ての馬車に乗って現れ、自分の息子たるフィーアフネの息子モンガーンの誕生を予言する（¶32）。また、そこは、コラクル舟に乗ったブランら人間にとっては大海原かもしれないが、海神にとっては花が咲き誇る草原のごとき国、マイヒ・メル（または「喜びの原（マグ・メル）」）であると説明する。つまりマナナーンの異界（これもまた老いも死もない理想郷）と、うつつの世界がその場所で入り交じっているのである。そして詩文で長らく語り、最後に「女の国」はもう間近であり、日没までには到着するだろう、と告げる。
しかし海神と別れたブランの一行は、目的地にたどり着く前に「喜びの島」（古アイルランド語: Inis Subai）にさしかかり、そこで斥候を一人派遣するが、絶え間なく笑い続ける島民と接触すると、その隊員もやはり笑うばかりの人間と化してしまい、呼んでも返事をしないので、仕方なく置き去りにした。
女の国に到達したブランたちは、女王から歓迎の辞を述べられるが、上陸を躊躇していると女王は糸毬をブランに投げつけ、それがぴったりとくっついて離れなくなってしまう。そして糸をたぐり寄せる女王によって、コラクル舟はいやおうなく陸まで牽引されてしまう。そして大きな館に招かれるが、そこには「おのおのが男女の為なる二十七の床（ベッド）」が用意されていた（つまり各隊員に一人の女性があてがわれたのである）。「何ごとの不足な（き）」愉悦にひたるあまり、ほんの一年ばかりの逗留と思い込んでいたが、実は幾星霜の年月が経っていた。
しかしついに隊員のひとりコールブランの息子ネフターンが、郷愁の念にとらわれた。親族にせっつかれてブランもアイルランドに帰還すると決めたが、女王は後悔するだろうと言い、もしするなら喜びの島に置き去りにした隊員を連れ帰ること、そしてアイルランドに近づいても地に足を触れぬこと、と忠告した。ブランは岸にいる人間に向かって名乗りを上げたが、そのブランの航海というのははるか昔話だとの回答だった。ネフターンはたまらずに舟から飛び降りてしまうが、陸に着地したとたん、灰となってしまった。ブランは物語をオガム文字に刻んで後世に残したという。

## 比較文学
この結末は、日本の『浦島太郎』の伝承によく似ている。
また、この作品は他のアイルランドの「航海譚」（イムラヴァ）といくつもの共通する要素があり、とくに『聖ブレンダンの航海』や、『マイル・ドゥーンの航海』（ともに900年代半ばに成立）と比較される。
例えば、ブランとマイル・ドゥーンの、いずれの航海にても笑いの島（住民が笑ってばかりいる島）に遭遇し、いずれの場合も一人が置き去りにされる。この話素は、聖ブレンダンのラテン語の航海譚『ナウィガティオ』でも借用されているのではないか、と考察される。ハインリヒ・ツィマーは、これが遅刻者の一人が悪魔にさらわれるエピソード（『ナウィガティオ』第24章）に転じたのではないかとしたが、ヴァルター・ハウクは、この対比は明瞭でないと批判した 。別に相似したエピソードとして考えられるのは、聖ブレンダンが詩篇の唱歌隊のもとに僧を預けるくだりがある（第17章）；しかしこれは事故ならず栄転（善し悪しが対照的）なので、そのままの借用とは考えづらく他要素も導入された創作を仮説しなければならない。
またブランは、常に歌う鳥たちが異界にいると告げられるが、聖ブレンダンも航海で同じような鳥たちに遭遇し、 マイル・ドゥーンも鳥たちでいっぱいの木々を目にする。
しかし、こうした共通点は、表面的な相似点にすぎないと指摘する学者もいる。純正の航海譚（）は、"あくまで教会的な着想によるもの exclusively ecclesiastical in inspiration"であり、ブランの冒険を含む冒険譚（エフトリ）の"中心的なテーマ"は、ケルトの異世界への探訪であるので、本質的に異なっているとされる。それでも具体的には似たような箇所（話素）がいくつか見いだされるが、 それは航海譚（）が、冒険譚（）等のアイルランド古来の文学から、限定的に借用しているからだと説明されている。

### 聖ブレンダン
『ブランの航海／冒険』は、聖ブレンダンの航海の伝説にも影響を及ぼしたと考えらるが、それはブランとブレンダンの名が似ていることも一因であろうと思われる。ラテン語の『ナウィガティオ・サンクティ・ブレンダニ（聖ブレンダンの航海）』はとくに、他の航海譚（）には言及されていない「約束の地（terra repromissionis）」に触れており、これはケルトの異界ティル・ターンゲリ（Tír Tairngire、‘約束の地’）に比定できる。

### マイル・ドゥーン
記述したように『ブランの航海／冒険』と特に共通点がみられる作品が 『マイル・ドゥーンの航海』である。『メルドゥーンの航海』とも表記される
笑いの島のモチーフが共通することは既に触れた。ブランの一行は「喜びの島」 で隊員の一人を斥候に出すが、島民と同じく、笑ってばかりで名を呼んでもぽかんと相手を見つめる状態になってしまい、しかたなく置き去りにして去る。 マイル・ドゥーンの一行もやはり、同じような島に送り出された隊員が仲間を認識できなくなってしまい、島に放棄されるにいたる。
また、糸毬でたぐりよせられるモチーフも共通している。ブラン一行の舟が「女の国」の瀬まできたたとき女王がこの魔法の糸毬で拿捕・牽引してしまう。  マイル・ドゥーンの一行も、十七人の女性が棲む島で歓待を受けるが、去ろうとすると女王がやはり魔法で手にくっつく糸毬を投げつけて捕えようとしたので、詩人のデュラーンは、自らその手を断ち切り脱出を果たした。 ただし、このモチーフは他の作品、例えば『トロイの崩壊』（Togail Troí）の序にみえるアルゴナウタイについての記述にもみつかっている。
結末では、ブランの隊員の一人がコラクル舟から飛び降りて、アイルランドの地を踏もうとめざすが、足が地に着いたとたんに灰と化してしまう。マイル・ドゥーンの場合も、乳兄弟のひとりが首飾りを盗んだために魔性の猫に襲われ灰塵と帰してしまう。

### マビノギオン
『ブランの航海／冒険』を、ウェールズの古典『マビノギオン』の一編「スィールの娘ブランウェン」と比較する学者もいる。この短編は題名主人公の女性がアイルランドの王子に嫁ぐ筋書きであるが、その女性の兄弟で家長的な地位にあるブラン（「祝福された」ブラン、スィールの息子ブラン）の名前が、フェヴァルの息子ブランに酷似していることに着眼した考察である。ウェールズのブランも、結婚式に行くという理由で渡海はするが、粗筋上の相似はあまりない。材料が少ないとして、ケルト学者には、関連性が薄いと見る者もいて、争点となっている。

### 古典ギリシア・ローマ
アイルランドの「航海譚」（イムラヴァ）の場面には、たびたび『オデュッセイア』、『アエネーイス』などギリシア・ローマ古典 の描写を髣髴とさせる例がみつかると指摘されている。ツィマーは、『マイル・ドゥーンの航海』が『アエネーイス』を土台として作成されたと論じたが、この説は論破されている 。
ブランの航海で海神マナナーンが人間界に息子（モンガン）を持っていると告げることと、プラトンの著作物で海神ポセイドーンがアトランティス大陸に息子を10人もうけていることとが対比するではないかとトーマス・ジョンソン・ウェストロップは考察している。また、アトランティス大陸の周りにはオリハルコンを含む数種類の金属の壁が同心円的に築かれているが、同様の描写がマイル・ドゥーンや『コラの息子たちの航海』ら「航海譚」（イムラヴァ）にもみつかることが知られており、『ブランの航海』でもエヴナの国には「白きブロンズの柱」（直訳すると「フィンドルンの足」（アイルランド語: findruine）がついていて大地を支えているが、これもアトランティスのオリハルコン構築に相似すると指摘されている。アイルランド文学における「白きブロンズ」ことフィンドルンは、アトランティス伝説のオリハルコンに対応するとされているためである。
アルフレッド・ナットは、ケルトの異界がはたして古典ギリシアのエーリュシオンに基づくものなのか懐疑的であり、女の国の自由恋愛的なエロスの世界と、ウェルギリウスが示す貞淑者たちの集う世界とが相反していると指摘する。

## 写本
- U本　ダブリン、ロイヤル・アイリッシュ・アカデミー（英語版）（RIA）蔵《赤牛の書》、 pp. 121a-24 （元 f. 78）[75]
- R本　オックスフォード・ボドリアン図書館蔵ローリンソン写本 Rawlinson B 512、 f. 119al-120b2  （元f. 71–72）[75]
- B本ダブリン、ロイヤル・アイリッシュ・アカデミー（RIA）蔵 MS 23 N 10 （旧 Betham 145）、 pp. 56–61.[76]
- E本　ロンドン、 大英図書館蔵イーガートン写本 Egerton 88、  f. 11b (col. 2) – 12a および f. 13a (cols. 1–2).[77]
- H本　ロンドン、大英図書館蔵ハーレー写本 Harleian 5280、 f. 43a-44b.[77]
- S本　ストックホルム, 王立図書館蔵 Vitterhet Engelsk II、f. 1b-4.[77]
- ロンドン、大英図書館蔵 Add. 35090. [これはS本の複写である.[78]]
- ダブリン、 トリニティ・カレッジ (ダブリン大学)（TCD）蔵1363 （旧 H 4.22）、f. 48b17-50a6 および f. 40–53. 欠損本.[79]
- L本　ダブリン、トリニティ・カレッジ蔵《リカン黄書》（英語版）（1318、旧 H 2.16 ）. Cols. 395–398.

## 刊行本・訳書
- Mac Mathúna, Séamus, ed (1985). Immram Brain - Bran's Journey into the Land of the Women. Tübingen: Max Niemeyer Verlag Irish Text @CELT.

- Murphy, Gerard, ed. (1956). "Manannán, God of the Sea, Describes his Kingdom to Bran and Predicts the Birth of Mongán." In Early Irish lyrics, eighth to twelfth century, ed. Gerard Murphy. Oxford: Clarendon Press, pp. 92–100.

詩『Caíni amra laisin m-Bran』 （23 N 10写本版） Irish Text @CELT.
- Hamel, A.G. van, ed. (1941), Immrama, Mediaeval and Modern Irish 10, Dublin: Dublin Institute for Advanced Studies

- Meyer, Kuno (1895), Voyage of Bran son of Febal to the land of the living, 2 vols., Alfred Nutt (summary), London: D. Nutt; Nutt (1897), vol. 2.